# Strada provinciale 500 dell'Asse Perimetrale di Melito
La strada provinciale 500 dell'Asse Perimetrale di Melito (SP 500) è una strada extraurbana principale della città metropolitana di Napoli. Essa collega l'Asse Mediano con i quartieri settentrionali e l'aeroporto civile della città.

## Storia
Il progetto di costruire una strada di collegamento a nord della città nasce già negli anni settanta, precisamente nel 1972. I lavori per la realizzazione di questa superstrada cominciano tra gli anni ottanta e gli anni novanta, come infrastruttura di collegamento del nascente Asse Mediano con la periferia nord di Napoli.
La strada fu inaugurata a tratti: il primo fu quello tra lo svincolo della  Circumvallazione Esterna di Napoli e l'Asse Mediano nel tratto del comune di Melito; successivamente, negli anni duemila, fu aperto il tratto tra Piscinola e la Circumvallazione esterna di Napoli unendo direttamente il centro con la periferia e l'hinterland nord; un terzo tratto è stato aperto nel 2006 tra Piscinola e via Udalrigo Masoni raggiungendo la complessiva lunghezza di circa 8 km, mentre l'ultimo tratto che termina in viale Comandante Umberto Maddalena, in prossimità dell'aeroporto, è stato aperto al transito dei veicoli il 20 maggio 2011 in direzione Scampia ed infine il 21 dicembre 2011 anche in direzione Capodichino.
Il progetto di completamento della strada ha comportato un'importante collaborazione con l'Accademia di belle arti, i cui ragazzi hanno elaborato cinquanta pannelli artistici che ricoprono le barriere antirumore, trasformando di fatto l'ultimo tratto del viadotto in un'opera d'arte.
Per molti anni il completamento di questa arteria non è stato possibile per la presenza, all'altezza di piazza Di Vittorio, di una palazzina che impediva il prolungamento del viadotto.
L'intera vicenda, fatta a colpi di indennizzi, tira e molla tra le parti e interventi della trasmissione RAI Report, si è conclusa con il progressivo e travagliato trasloco degli abitanti della palazzina, il cui abbattimento è avvenuto soltanto il 22 settembre 2008.
Non è l'unico problema relativo agli svincoli di questa strada: molti di questi sono ancora chiusi o incompleti, come quello di Miano che dovrebbe collegarsi con una galleria di 1500 metri sulla superstrada SS 87 Sannitica, la galleria non fu completata a causa del crollo della volta nel 1996 al quadrivio di Secondigliano che causò una fuga di gas e l'esplosione di una palazzina; gli svincoli di Scampia in corrispondenza di viale Della Resistenza sia in uscita che in entrata in entrambe le direzioni, al di sotto dei quali insiste un campo rom abusivo; quelli di Melito, sia in entrata che in uscita ad eccezione dell'unico svincolo aperto al traffico usufruibile da chi proviene dall'asse mediano dove poi la strada si collega con la Circumvallazione esterna SP1 al di sotto di essa, mentre l'altra rampa di uscita sulla corsia opposta è chiusa al traffico in quanto termina in una stazione di servizio.
Ancora, l'immissione nella SP 500 dall'Asse Mediano era consentita fino al 13 aprile 2019 solo a chi proveniva dalla direzione Lago Patria, in quanto lo svincolo sulla carreggiata dell'Asse Mediano da chi proveniva dalla direzione Acerra pur essendo stato realizzato era chiuso al traffico. Ma da quella data, dalla SP 500 ci si può immettere sull'Asse Mediano in entrambi i sensi di marcia.
Infine lo svincolo di Chiaiano, dove è stato realizzato solo il "raccordo Chiaiano-Via Toscanella" in entrata nei pressi di via Giovanni Antonio Campano mentre la carreggiata opposta non è mai stata completata, merita un discorso a parte perché rientra nel progetto della cosiddetta Strada Occidentale, una lunga arteria che dovrebbe collegare l'area nord (partendo dall'asse perimetrale) con la zona ovest di Napoli tramite la perimetrale di Soccavo, passando per la zona ospedaliera e via Toscanella.

## Tracciato
| Asse Perimetrale di Melito-Scampìa | |       |       |                     |
| Tipologia                          | Indicazione                                                                                            | ↓km↓  | ↑km↑  | Città metropolitana |
|                                    | Asse Mediano                                                                                           | 0     | 8,600 | Napoli              |
|                                    | Volla-Arzano Circumvallazione esterna Milano-Napoli                                                    | 0,800 | -     | Napoli              |
|                                    | Circumvallazione Esterna di Napoli                                                                     | 2,600 | 5 500 | Napoli              |
|                                    | Mugnano- Scampia viale della Resistenza via Vicinale Tavernola Mugnano (solo in direzione Capodichino) | 3,250 | 4,600 | Napoli              |
|                                    | Raccordo Chiaiano-Via Toscanella via Giovanni Antonio Campano                                          | -     | 3,900 | Napoli              |
|                                    | Scampia Piscinola via Oliviero Zuccarini Stazione Piscinola                                            | 4,300 | 2,800 | Napoli              |
|                                    | Miano Secondigliano Ponti Rossi via Udalrigo Masoni calata Capodichino                                 | 7,600 | 0,250 | Napoli              |
|                                    | Capodichino Aeroporto viale Umberto Maddalena Doganella Tangenziale di Napoli                          | 8,600 | 0     | Napoli              |